# Vilmos
A Vilmos a germán eredetű Wilhelm név latinos Vilhelmus alakjából származik, jelentése akarat + (védő)sisak. Női párja: Vilma

## Gyakorisága
Az 1990-es években ritka név, a 2000-es években a 70–93. leggyakoribb férfinév.

## Névnapok
- január 10.[2]
- február 10.[2]
- április 6.[2]
- május 23.[2]
- május 28.[2]
- június 8.[2]
- június 25.[2]
- július 5.[2]

## Idegen nyelvi változatai
- Guglielmo (olasz)
- Guillermo (spanyol)
- Guillaume (francia)
- Wilhelm (német)
- William (angol)
- Liam (ír)

## Híres Vilmosok
„Vilmos” utónevű személyek szócikkeinek listája a Wikidata alapján